# Сирауэн
Сирауэн (исп. Zirahuén) — населённый пункт в Мексике, входит в штат Мичоакан. Население 2942 человека по переписи 2010 года. Посёлок Сирауэн имеет два основных причала: один, очень короткий, расположенный в центральной части, является народным причалом. Вход окружён небольшими лавками с местными ремёслами и несколькими деревенскими ресторанами, некоторые из которых стоят на сваях у берега озера, принадлежат рыбакам и их семьям, где еду продают по умеренным ценам.
В центре посёлка находится приходская церковь, посвящённая Сеньору Прощения, которая сохраняет архитектурный стиль, преобладающий во всём регионе со времён первых миссионеров. Она имеет просторный неф, покрытый своеобразным деревянным цилиндрическим сводом с рёбрами арок, демонстрирующим удивительную и тщательную технику сборки. Перед церковью расположена небольшая площадь с цементным киоском и каменным фонтаном. Многие улицы вымощены булыжником. Часто можно встретить ослов и коров, спокойно бродящих по улицам.
Здесь можно полюбоваться одноимённым озером, окружённым деревянными домами, известными как троги. На берегах расположены туристические услуги, включая коттеджи и рестораны, где торгуют форелью и белой рыбой. Традиционная кухня включает сушёных чирусов и кесадильи, начинённые цветами тыквы или кукурузной головнёй (грибом кукурузы).

## Топонимика
Как теогонический топоним, относящийся к космогоническому контексту, это слово из языка пурепеча, морфологически образованное как Сира-уэн-ини, которое претерпевает метаморфозу, превращаясь в Сира-уэн-и, что означает Место, где много дыма или Место, где есть большой дым, в расширенном смысле Место тумана, Земной рай. (Топонимы с окончанием ини или просто и, как в данном случае, конечная буква и не произносится. Поэтому мы напишем Сирауэни как географический топоним и Сирхауэни как теогонический топоним, в обоих случаях произнося просто сирауэн) Сирхауэни (Сирауэн).

## Расположение
Сирауэн расположен в центрально-северной части штата Мичоакан. Зона окружена сосновыми, дубовыми и земляничными лесами. Здесь построено несколько коттеджей, которые сдаются в аренду, превращаясь в идеальное место для отдыха и созерцания природных достопримечательностей озёрного региона.

## Климат
Климат бассейна относится к типу Cw (w2)(w) i, умеренный с дождями летом, с долей зимних осадков менее 5 %; среднегодовая температура составляет 15,7 °C, а среднее годовое количество осадков — 1182,6 мм

## Управление
Федеральные и государственные власти находятся в городе Морелия, столице штата, и учитывая близость озера Сирауэн, они приезжают, когда требуется их присутствие.
Муниципальные власти расположены в административном центре муниципалитета Сальвадор Эскаланте.
С октября 2003 года он был объявлен сапатистским караколем, и имеет историческую ссылку на 25 лет как объединение общинников, хотя в Сирауэне были вложены почти два с половиной миллиона песо от правительства штата в 2011 году на улучшение городского облика исторического центра. Красивая дорога из брусчатки и булыжника образует кольцо, цель которого — облегчить туристическое использование зоны, а также улучшить качество жизни жителей окрестных поселений, так как она соединяет Копандаро и Агуа-Верде; это помогает преодолеть изоляцию наиболее нуждающихся общин, потому что до примерно 1970 года он был очень изолирован.

## История

### Человеческие находки
Некоторые источники говорят, что первые тараски, заселившие зону Сирауэна, вероятно, пришли из Наранхана, сейчас это зона известна как Ла Наранха де Тапиа, одно из первых поселений этой мичоаканской расы. Другие документы и рассказы упоминают существование Сирауэна и его рыбаков ещё до завоевания пурепеча чичимеками. То есть и посёлок, и занятие очень древние.
В «Описании Мичоакана» указано, что в юности Тариакури Каракури был правителем Сирауэни. Он принимает Наку, когда тот идёт к озеру Пацкуаро собирать войско:
И отправился Нака, и был на пути посёлок под названием Сирауэни, и правил им некто по имени Каракури, и прошёл Нака мимо его ворот, и сказал ему Каракури: "Добро пожаловать, брат..."
Кроме того, Герхард отмечает, что в 1577 году в посёлок и в Санта-Клару-дель-Кобре был назначен священник, что является первым полностью документированным назначением в этом месте, а в апреле 1731 года королевская аудиенция Новой Испании предоставила местным жителям «Вице-королевские титулы на собственность их земель», хотя они противоречили королевскому указу 1607 года в пользу Хуана Каррильо де Гусмана, что было преодолено в 1733 году посредством «Аутос де Сирауэн», которые предоставили защиту общине.
в Пацкуаро 22 апреля 1733 года королевская аудиенция приказала:

"...дону Фелипе де Гусману не беспокоить любым образом местных жителей и не вторгаться на их земли..."
Это точно понимается в контексте политики вице-королевства Новая Испания того времени в отношении Республики индейцев и особенно республики индейцев Пацкуаро, которая не имела общинных земель, хотя, согласно свидетельствам, были городские районы, а также все подчинённые поселения. Поскольку посёлок Сирауэн вместе с Санта-Кларой и Олопео были поселениями, подчинёнными республике индейцев. И эта черта сохранялась много лет, так как в 1576 году вице-королевский муниципалитет переехал в город Вальядолид, ныне Морелия.
С тех пор в регионе прошли различные законы, юридические фигуры и формы правления, пытавшиеся продать и реорганизовать земли, но все попытки провалились, и конфликты только усилились, с одной стороны — обиженная община, с другой — инвесторы, всегда теряющие свои средства. Всё это привело к объявлению в 2003 году сапатистского караколя.

### Легенды
Согласно легенде, после падения Теночтитлана, когда испанцы прибыли в Мичоакан, один капитан влюбился в Эрендиру, прекрасную дочь Тангахоана, короля пурепеча; он похитил её и спрятал в прекрасной долине, окружённой горами. Принцесса, стоя на скале, молила своих богов дня и ночи, Юриату и Харантангу, и они послали поток её слёз, которые образовали большое озеро, в которое она бросилась, а колдуны превратили её в сирену, чтобы она не утонула. С тех пор за свою красоту озеро стали называть Сирауэн, что на пурепеча означает «зеркало богов». Говорят, что сирена до сих пор бродит по этим водам, и в первые часы рассвета поднимается со дна, чтобы очаровать плохих мужчин, топит их и вырывает их сердца, развешивая их на краю плота в укор тем, кто не умеет завоёвывать любовью и отрекается от хода истории.

## Озеро
Озеро Сирауэн представляет собой бессточный бассейн в муниципалитете Сальвадор Эскаланте, штат Мичоакан, в центрально-западной Мексике. К нему можно добраться по федеральному шоссе № 14. В этом поселении можно попробовать типичные блюда, такие как чирусы с перцем. Здесь есть главный причал, от которого отходят лодки с туристами.
Это небольшое глубокое горное озеро с песчаным дном, частично покрытым илом, которое является частью бассейна Лерма-Чапала.
- Озеро Сирауэн
- Коттеджи
- Активности на озере
- Озеро

Озеро Сирауэн — это бассейн площадью примерно 270 км², средний годовой сток оценивается в 56 000 000 м³. Его питают ручьи Мансанильо и Синамба.